# 尼日利亚文学
尼日利亚文学是尼日利亚人创作的文学作品，写作语言主要为英语，也有伊博語、烏爾霍博語和约鲁巴语。“现代非洲小说之父”奇努阿·阿切贝所著的《瓦解》（Things Fall Apart）是尼日利亚文学乃至非洲文学中相关被广泛阅读的作品。渥雷·索因卡在戏剧创作上成就不凡，在1986年获得诺贝尔文学奖，成为第一个获得该奖的非洲人。

## 尼日利亚英语文学
英语作为尼日利亚现当代文学的主要书写工具，具有浓厚的殖民色彩。尼日利亚是英联邦成员国，1914年沦为英属殖民地，1960年宣布独立，英语成为官方用语，英语文学写作也成为尼日利亚文化精英向世界传达国家风貌和民族心声的一种主要方式。尽管尼日利亚英语文学已经有一百多年的历史，但直到渥雷·索因卡获得诺贝尔文学奖后，尼日利亚文学才得到世界认可。尼日利亚文学经历了萌芽期、成型期、发展期和成熟期，诞生了诸如阿莫斯·图图奥拉、渥雷·索因卡、奇努阿·阿切贝、本·奥克瑞等三代尼日利亚作家。

### 萌芽期
19世纪末至1950年代是尼日利亚英语文学的萌芽期，经历了从口头文学到书面文学的过渡。1952年，阿莫斯·图图奥拉的代表作《棕榈酒鬼历险记》（The Palm-Wine Drinkard）成为尼日利亚英语文学发展的转折点，被认为是尼日利亚英语文学的开端。

### 成型期

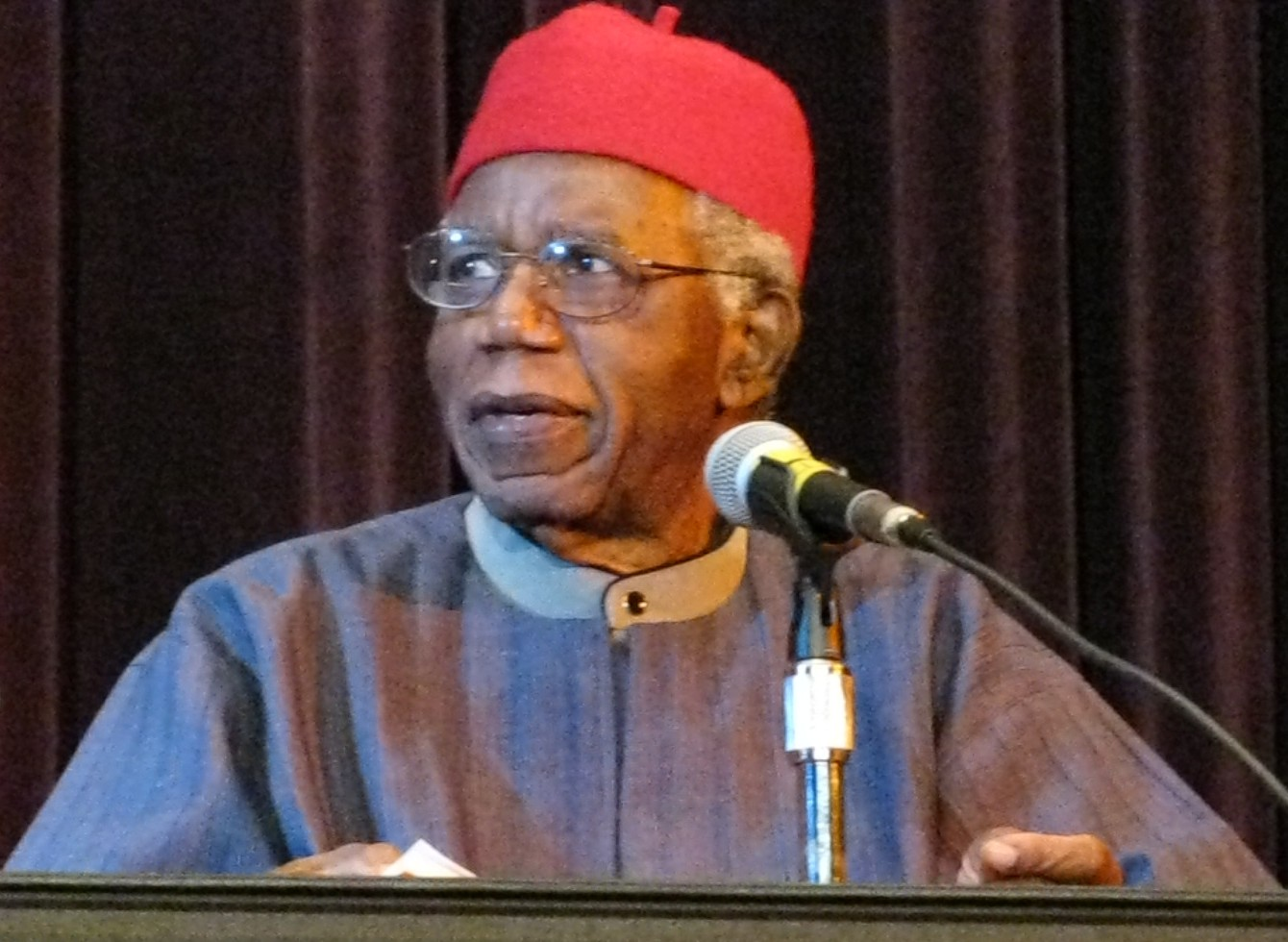
2008年的奇努阿·阿切贝

1952年至1960年是尼日利亚英语文学的成型。这一时期，其发展仍依赖于各类出版物，其中以大学出版的杂志影响最大。苏格兰政客沃尔特·艾略特的代表团在考察乌穆阿希亚后，决定开办尼日利亚第一所大学——伊巴丹大學，其英语系后来成为了尼日利亚英语作家的摇篮。本土作家奇努阿·阿切贝、渥雷·索因卡和J·P·克拉克都曾担任该校不同刊物的编辑。
成型期的尼日利亚英语文学已不再限于诗歌，在戏剧和小说等方面也取得一定发展。在第一代尼日利亚作家中，克里斯托弗·奥基格博以诗歌见长，渥雷·索因卡以戏剧成名，奇努阿·阿切贝以小说著名。

### 发展期
1966年至1986年是尼日利亚英语文学的发展期。1967年，尼日利亚内战爆发。战争给第二代尼日利亚作家的创作带来了灵感，这一时期代表人物有：费米·奥索费桑、尼依·奥桑代尔、博德·索万德和尼日利亚第一位女剧作家祖鲁·索福拉。

### 成熟期
1986年后，尼日利亚英语文学进入成熟期，涌现出第三代作家，代表人物有本·奥克瑞和奇马曼达·南戈齐·阿迪奇。2016年12月28日，尼日利亚作家奖网站上公布了100位40岁以下最具影响力的尼日利亚作家名单。